# لوک گالوس
اندرو ویلیام هنکینسون انگلیسی: Andrew William Hankinson ملقب به لوک گالوس (انگلیسی: Luke Gallows؛ زادهٔ ۲۲ دسامبر ۱۹۸۳) کشتی‌گیر کشتی حرفه‌ای اهل ایالات متحده آمریکا است. وی بخشی از گروه د کلاب بود و قبل از آن با نام "فستوس" در مسابقات حضور داشت.